# Terminal Peak (Antarktika)
Der Terminal Peak (frei übersetzt Endpunktspitze) ist ein 1920 m hoher, größtenteils unter Eis verborgener Berg mit einem kleinen Gipfel in den Prince Albert Mountains im ostantarktischen Viktorialand.
Mitglieder der Südgruppe bei der New Zealand Geological Survey Antarctic Expedition (1962–1963) benannten ihn so, da er den westlichen Endpunkt ihres Erkundungsmarsches darstellte.